# Álvaro Pons
Álvaro Máximo Pons Moreno (Barcelona, 1966) es profesor español, titular del Departamento de Óptica de la Universidad de Valencia, labor que compatibiliza con la divulgación y crítica de la historieta. 

## Biografía
De niño, Álvaro Pons pudo acceder a tebeos de Disney, de Bruguera (DDT, Mortadelo, Pulgarcito, Tiovivo, etc.) y al TBO, tanto antiguos como modernos, dada la condición de coleccionista de su padre.
Licenciado y doctor en Física, es desde el año 2000 profesor titular del área de Óptica, desarrollando su labor investigadora y docente en el campo de la Física de la Visión. Ha desarrollado una amplia tarea de gestión universitaria, primero desde FETE-UGT y después en diversos cargos, como el de vicedecano de la Facultat de Física. 
Comenzó su labor como crítico de historieta en el fanzine El Maquinista (La General, 1990), que continuaría después en EMM (La General, 1991). También colaboró con Otaku Press, Imágenes, Volumen, Nemo, Guía del Cómic o Dolmen. 
Desde 1999, continua en la revista valenciana Cartelera Turia la sección Tebeos que nunca te dije, fundada por Juanvi Chuliá. Colaboró en los libros Neil Gaiman, tejedor de sueños y Alan Moore, el Señor del tiempo, ambos editados por Global Ediciones en 1994.
En 2002 creó el weblog La Cárcel de Papel, que daría pie a una importante actividad de blogs alrededor de la historieta. Este weblog recibió en 2005 el premio de Expocomic a la mejor web. Ha colaborado en las publicaciones teóricas International Journal of Comics Art (2004) y Boletín Galego de literatura (2007). También escribe, junto a Francisco Martínez Verdú, el libro Fundamentos de visión binocular (Publicaciones de la Universidad de Valencia, 2004).
En 2007 publicó el libro Viñetas a la luna de Valencia, historia del tebeo valenciano 1965-2007 (Edicions de Ponent), que continúa el trabajo emprendido por Pedro Porcel Torrens en Clásicos de Jauja. Junto a él y Paco Camarasa comisarió una  exposición que repasaba la historia del cómic valenciano. Ese mismo año mantuvo el blog DDT/Diario de tebeos para EP3.es. y empezó a colaborar con sus artículos en el diario El País y el suplemento literario del mismo diario, Babelia.
En 2007 colaboró en la organización del congreso "Literatura y Cómic. Dibujos Escritos-Escritos dibujados: Visiones Femeninas" en la Universidad de Valencia. En 2009 coorganizaría en la misma universidad las I Jornadas de Narrativa Gráfica. 
También colaboró con una sección de cómic en "La ganzúa magacín", un programa emitido en Radio Obradoiro (102.1 FM) de lunes a viernes, a las 14.00 horas.
En 2012 fue comisario la exposición "Tebeos: les bandes dessinées espagnoles" en la 39 edición del Festival International de la Bande Dessinée d'Angoulême. Tras esta participación, abandonó temporalmente la actualidad de la historieta, dejando de actualizar a diario su blog La Cárcel de Papel y dejando de colaborar en prensa de forma habitual, para dedicarse fundamentalmente a la investigación académica. En 2016 fue comisario de las exposiciones "VLC València Linia Clara"  en el IVAM de Valencia y "Prehistòria i Còmic"  en el Museu de Prehistòria de València. En 2017 fue comisario de nuevo en el IVAM de Valencia la exposición dedicada a La Casa, de Daniel Torres. Ese mismo año contribuye con la donación de más de 3000 fanzines a la creación de la Fanzinoteca del IVAM, que tuvo como primera actividad la muestra Fanzination. En 2017 publica el libro La Cárcel de Papel. Diario de un lector de tebeos (2002-2016) (Editorial Confluencias, 2017), que recopila una selección de las mejores entradas de su blog. En 2019 es nombrado director de la Cátedra de Estudios del Cómic Fundación SM-Universitat de València, la primera cátedra institucional de España dedicada íntegramente al cómic. A partir de esta cátedra, la Universitat de València crea el Aula de Còmic, de la que también es director.

## Publicaciones
- Fundamentos de Visión Binocular (Publicacions de la Universitat de València, 2004)
- Viñetas a la luna de Valencia, historia del tebeo valenciano 1965-2007 (Edicions de Ponent, 2007)
- La Cárcel de Papel. Diario de un lector de tebeos (2002-2016) (Editorial Confluencias, 2017)

## Premios
Como divulgador, ha recibido el Premio Diario de Avisos 2003 al mejor comentarista de cómics, el premio popular a la mejor labor de divulgación del XXV Saló Internacional del Cómic de Barcelona (2007) y el premio a la mejor labor de divulgación del XXVII Saló Internacional del Cómic de Barcelona (2009). En 2011 recibió el premio UNICÓMIC a la difusión y divulgación del cómic. En 2017 recibió el premio SPLASH a la mejor labor divulgadora. En 2018 es galardonado con el Premio Turia a la mejor contribución a la cultura del cómic. 

## Enlaces
- La Cárcel de Papel
- DDT

- Datos: Q6172895
- Multimedia: Álvaro Pons / Q6172895